# Русский академический театр драмы Башкортостана
Государственный академический русский драматический театр Республики Башкортостан (башк. Башҡортостан Республикаһы рус дәүләт академия драма театры) — театр в городе Уфа.

## История
1772 год — первое в Уфе театральное представление: на импровизированной сцене, организованной в квартире воеводы, ссыльные польские интеллигенты играли пьесу «Пан Бронислав».
Конец XVIII в. — начало XIX в. — достаточно регулярные любительские спектакли.
1841 год — в Уфе появляется профессиональная труппа известного провинциального театрального антрепренёра Н. А. Соколова.
1861 год — в Уфе было построено первое театральное здание.
Театр помещался в квадрате улиц Садовая, Ильинская, Телеграфная и Воскресенская (ныне ул. Матросова, Заки Валиди, Цюрупы и Тукаева). Вокруг театра был разбит сквер, называвшийся «Софьин сад». Театр был деревянный, в нем были партер, ложи бенуара и бельэтажа и галерея. Театральный зал был почти на 400 мест.
Открытие в Уфе в 1861 году театрального здания дает серьёзные основания считать этот год, годом рождения Республиканского русского драматического театра.
1875 год — строительство нового театра. На пожертвованные средства в довольно короткий срок — 7-8 месяцев, архитектором Р. И. Карвовским на том же месте был выстроен новый театр, тоже деревянный. В честь главного благотворителя, действительного статского советника Ивана Федоровича Базилевского, театр был назван Базилевским.
Кроме театра Базилевского в саду Блохина имелся летний театр, именуемый к этому времени Блохинским.
Зимний сезон 1890—1891 годов в городском театре выступала оперная труппа Семенова-Самарского, в которой начал свою карьеру хористом тогда никому неизвестный 17-летний юноша Федор Иванович Шаляпин.
31 января 1891 года сгорел городской зимний театр, а в следующем году летний театр в саду, перешедшем от Блохина к Видинееву.
1894 год — преемник Блохина — известный благотворитель Уфимской губернии, купец, владелец спирто-водочных и пивоваренных заводов В. А. Видинеев построил в саду новый деревянный летний театр с прекрасной акустикой.
Здание летнего театра Видинеева, являвшееся в XIX веке одним из лучших театральных зданий России не сохранилось до наших дней — его снесли в 1991 году.

## В советское время
14 сентября 1919 года — учреждён по Декрету Советского правительства от 26 августа 1919 «Об объединении театрального дела» как государственная театральная контора (антреприза) «Уфимский государственный Показательный театр» с базой в Аксаковском народном доме.
Открытие состоялось 7 ноября 1919 г.: были представлены коммунистический апофеоз «Свобода» в честь 2-й годовщины Октябрьской революции и спектакль «Король Арлекин, или Шут на троне» по трагикомедии Р. Лотара.
1922—1930 гг. — при театре работают по договору театральные труппы из Москвы, Перми, Астрахани, Ростова.
1930 год — реорганизуется в государственную труппу БАССР и входит в единую с Башкирским государственным театром драмы творческую организацию «Объединенные театры Башкирской АССР».
1931—1941 гг. — период творческого становления театра. Художественное руководство осуществляют А. В. Андреев (1931-37), М. П. Смелков (1937-41). За этот период театр показал около 150 произведений. В 1935 впервые на русской сцене играется башкирская пьеса — драма А. Тагирова «Алатау». В 1939 г. театр получает собственное помещение по ул. Гоголя, в котором работает до 1982 г. (ныне здание Баш. гос. филармонии).
В период Великой Отечественной войны искусство театра приобрело глубокий патриотический характер, сильное гражданское звучание. Массовые репрессии конца 30-х гг. и начала войны ослабили творческий состав театра. В годы войны в РРТ пришли много видных актёров. Театр возглавляли В. А. Нелли-Влад (1941-42), В. С. Витт (1942-43), Г. С. Егиазаров (1943-45). Ключевые произведения периода: «Полководец Суворов» И. В. Бахтерева и А. В. Разумовского, «Фронт» Корнейчука, «Русские люди» К. Симонова, «Горе от ума» А. С. Грибоедова. Большой успех завоевал спектакль «Салават Юлаев» по драме Б. Бикбая, в постановке режиссёра Егиазарова, с Н. Евстигнеевым в заглавной роли. Фрагменты лучших произведений театра вошли в программы фронтовых бригад.
Послевоенное 10-летие — наиболее сложный этап исторического пути и творчества театра. Постановление ЦК ВКП(б) 1946-48 гг. о состоянии советской литературы и искусства, в некоторых аспектах непосредственно обращенные к деятельности театра Башкирии, привнесли в его эстетику приоритет социологических основ перед художественной образностью и так называемую «теорию бесконфликтности». К тому же в 1946 театр был переведен в статус городского, что вызвало отток кадров и усугубило упадок художественного уровня труппы. Тем не менее, в эти годы складывается искусство актеров и режиссёров, которые определили перспективные художественно-эстетические параметры театра. Театр возглавляют А. П. Новоскольцев (1946-50), С. А. Крутов (1950-58).
Известные перемены пришли в театр во второй половине 1950-х гг. и определили собой целую эпоху в 30 лет. Театру был возвращен статус республиканского (РСФСР и БАССР) объединения. Во главе коллектива встали крупные мастера искусства постановки Н. С. Ульянов (1958-64), Б. А. Лурье (1964-66), Г. Г. Гилязев (1967-83). Труппу пополнили актёры В. Прибылов, Г. Мидзяева, А. Хаустов, Х. Варшавская, В. Колтенюк, Ю. Карманов, А. Шарипова, С. Акимова, В. Малюшин, В. Абросимов, О. Дудинов, В. Епифанов, И. Капатов, О. Лопухова и др. На передний план реалистического искусства театра вышла тема совести человека, добра и зла в мире, философское (чаще всего, трагедийное) осмысление победы народа в Великой Отечественной войне. Подлинными шедеврами стали спектакли «Прости меня!» по повести В. Астафьева в постановке режиссёра В. Баронова, «Мамаша Кураж и её дети» Б. Брехта в постановке режиссёра Бражника, «Царь Федор Иоаннович» А. К. Толстого в постановке Гилязева.
Конец 1970-х — 1980-е гг. отмечены кризисными явлениями в творчестве РРТ: неустойчивостью методологических основ искусства, аморфностью поэтики, перепадами в уровне постановочного и исполнительского мастерства. Попытками преодолеть эти противоречия стали спектакли: «Завтра была война» Б. Васильева, «Колыма» И. Дворецкого, «Пять романсов в старом доме» В. Арро, «Эшелон» М. Рощина, «Самоубийца» Н. Эрдмана, «Три девушки в голубом» Л. Петрушевской, «Сны Евгении» А. Казанцева, «Матросская тишина» А. Галича, «Семейный портрет с посторонним» С. Лобозёрова, коллаж пьес М. Булгакова, М. Зощенко, А. Аверченко, Эрдмана, Тэффи и др. «Что это за жизнь такая!» и некоторые др. в постановке А. Поламишева, М. Рабиновича, Н. Березина и др. стали важными художественными обретениями театра.

### Текущий репертуар
Большая сцена:
- «Барышня-крестьянка» А. Пушкин
- «Белый конь. Златая птица (Акбузат)» А. Кортнев, С. Чекрыжов
- «Бешеные деньги» А. Островский
- «Буря» У. Шекспир
- «Вредный элемент» В. Шкваркин
- «Вышел ангел из тумана» П. Гладилин
- «Голубая камея» К. Брейтбург, К. Кавалерян
- «Горе от ума» А. Грибоедов
- «Деньги для Марии» В. Распутин
- «Джек» В. Ольшанский
- «Дом для сумасшедших» Э. Скарпетта
- «Иванов» А. Чехов
- «Лес» А. Островский
- «Луна и листопад» М. Карим
- «Маскарад» М. Лермонтов
- «Метель» А. Пушкин
- «Мнимый больной» Ж.-Б. Мольер
- «Палата бизнес-класса» А. Коровкин
- «Пока она умирала» Н. Птушкина
- «Преступление и наказание» Ф. Достоевский
- «Свой путь» Я. Пулинович
- «Старший сын» А. Вампилов
- «Старый дом» А. Казанцев
- «Улыбайтесь, господа!» Г. Горин
- «Фабричная девчонка» А. Володин

Камерная сцена:
- «Уфа, я люблю тебя!»
- «Анна Франк» А. Волошина
- «Звездопад» В. Астафьев
- «Камень глупости» К. Стешик
- «Рождественская история» В. Ольховская
- «Смерть Тарелкина» А. Сухово-Кобылин

Спектакли для детей:
- «Аленький цветочек» С. Аксаков

- «Волшебник Изумрудного города» А. Богачева
- «Дюймовочка и принц» К. Брейтбург, К. Кавалерян
- «Конек-Горбунок» Е. Зимин
- «Снежная королева» К. Брейтбург, С. Сашин, Э. Мельник

## Труппа театра
Заслуженные артисты РФ: Александр Федеряев, Татьяна Калачева.
Народные артисты РБ: Ирина Агашкова, Светлана Акимова, Александр Федеряев, Владимир Латыпов-Догадов, Ольга Лопухова, Татьяна Владимировна Макрушина, Олег Шумилов, Тимур Гарипов, Сергей Басов, Николай Рихтер.
Заслуженные артисты РБ: Валентина Гринькова, Татьяна Григорьева, Татьяна Афанасьева, Вячеслав Виноградов, Айгуль Шакирова, Олег Сальцын
Артисты: Анна Асабина, Александрина Баландина, Павел Бельков-Манин, Антон Болдырев, Ирина Бусыгина, Софья Венедиктова, Рустем Гайсин, Евгений Гуралевич, Алина Долгова, Руслан Катеринчук, Альфия Кашбуллина, Антон Костин, Анна Коренько, Дамир Кротов, Владимир Кузин, Александр Леушкин, Ольга Лукьянова, Вадим Магасумов, Анастасия Манина, Илья Мясников, Григорий Николаев, Иван Овчинников, Сергей Пахомов, Анастасия Сидоренко, Александр Степанов, Дарья Толканёва, Юлия Тоненко, Дарья Филиппова, Олеся Шибко, Азат Шакиров, Дарья Филиппова и другие.

## Адрес театра
г. Уфа, проспект Октября, 79.